# Біллі Престон
Бі́ллі Пре́стон (англ. Billy Preston, повне ім'я Вільям Еверет Престон (William Everett Preston); 2 вересня 1946 — 6 червня 2006) — американський клавішник. Протягом своєї музичної кар'єри він працював з такими виконавцями як Махалія Джексон, Нат Кінг Коул, Рей Чарльз, Сем Кук, Літл Річард, Боб Ділан, The Beatles, The Rolling Stones, Арета Франклін і Елтон Джон.

## Біографія
Народився у Х'юстоні. 1965 року випустив перший сольний альбом. 1969 року Джордж Харрісон привів його на запис пісні Get Back, розраховуючи, що присутність нового музиканта допоможе розрядити напругу, що виникла на той час між учасниками The Beatles. Однак Маккартні був проти включення Престона до команди, і сингл Get Back вийшов із зазначенням, що його виконують «Бітлз і Біллі Престон». Престон також грав на клавішних під час запису пісень I Want You (She's So Heavy) і Something з альбому Abbey Road.
Після розпаду The Beatles, Престон продовжував співпрацювати з Ленноном, Старром і особливо з Харрісоном, разом з яким брав участь у концерті в допомогу Бангладеш. Разом з тим Біллі продовжував і сольну кар'єру — його хіти «Will It Go Round in Circles» (1973) і «Nothing from Nothing» (1974) дійшли до вершини Billboard Hot 100, а інструментальна річ «Outa-Space» (1972) була визнана гідною премії «Ґреммі». Водночас Престон регулярно брав участь як клавішник при записі альбомів Rolling Stones, в тому числі таких значних, як «Sticky Fingers» і «Exile on Main Street».
У 1980-ті через проблеми з алкоголем і наркотиками творча діяльність Престон була мало помітною. У 1990-ті він продовжував працювати з Харрісоном і з Еріком Клептоном. Одним з останніх його записів був трек «Warlocks» для альбому «Stadium Arcadium» групи Red Hot Chili Peppers.

## Особисте життя
Хоча деталі не стали повністю відомі широкій публіці аж до його смерті, Престон протягом усього життя намагався впоратися зі своєю гомосексуальністю та подолати тривалі наслідки травматичного сексуального насильства, яке він пережив у дитинстві. Хоча його сексуальна орієнтація стала відомою друзям та соратникам у музичному світі (таким як Кіт Річардс), Престон публічно не оголосив себе геєм до самої смерті, частково тому, що вважав, що це суперечить його глибоким релігійним переконанням та його довічній приналежності до церкви. У своїй автобіографії «Життя» (2010) Кіт Річардс згадав про боротьбу Престона з гомосексуальністю.

## Альбоми
| - (1965) The Most Exciting Organ Ever - (1965) Early Hits of '65 - (1966) Wildest Organ in Town! - (1967) Club Meeting - (1969) That's The Way God Planned It - (1970) Encouraging Words - (1971) I Wrote a Simple Song - (1972) Music Is My Life - (1973) Everybody Likes Some Kind of Music - (1974) Live European Tour 1973 | - (1974) The Kids & Me - (1975) It's My Pleasure - (1976) Billy Preston - (1977) A Whole New Thing - (1979) Late At Night - (1981) Billy Preston & Syreeta - (1981) The Way I Am - (1982) Pressin' On - (1984) On the Air - (1986) You Can't Keep a Good Man Down - (2001) You and I (з гуртом 'Novecento') |